# Onlife
Onlife (contrazione di “online” e “life”) è un neologismo usato per descrivere l’esperienza che si vive in un mondo iper-connesso dove non esiste più la distinzione tra essere online o essere offline.

## Descrizione
Il termine Onlife è stato coniato da Luciano Floridi per rappresentare l’esperienza che l'uomo vive nelle società iperstoriche dove “non distingue più tra online o offline”, e addirittura dove “non è più ragionevole chiedersi se si è online o offline”. La parola spiega la fusione del digitale nell'analogico causato dalle tecnologie dell'informazione e della comunicazione (ICTs), demarcando il periodo storico da quello iperstorico; infatti “[...] siamo probabilmente l'ultima generazione a sperimentare una chiara differenza tra offline e online”;  infatti “le dicotomie scontate come quelle fra reale e digitale o umano e macchina non sono più sostenibili in maniera nitida".

### La società delle Mangrovie
Per spiegare l'esperienza, Luciano Floridi ha usato spesso l'analogia della Società delle Mangrovie in conferenze e articoli scientifici.
Quindi immagina che qualcuno ti chieda oggi: “Sei online o offline?”.  La risposta è: “Mio caro, non hai idea di dove ti trovi. Siamo in entrambi”»
(Luciano Floridi - TheWebConference 2018, Lione, Francia)

## The Onlife Manifesto
La parola è stata adottata dal progetto Onlife Initiative: concept reengineering for rethinking societal concerns in the digital transition   istituito dal 2011 al 2013 dalla European Commission Directorate General for Communications Networks, Content & Technology. Un gruppo di 15 studiosi di antropologia, scienze cognitive, informatica, ingegneria, giurisprudenza, neuroscienze, filosofia, scienze politiche, psicologia e sociologia, hanno collaborato al progetto Onlife Initiative: Luciano Floridi, Stefana Broadbent, Nicole Dewandre, Charles Ess, Jean-Gabriel Ganascia, Mireille Hildebrandt, Yiannis Laouris, Claire Lobet-Maris, Sarah Oates, Ugo Pagallo, Judith Simon, May Thorseth e Peter-Paul Verbeek. I risultati sono stati pubblicati nel The Onlife Manifesto, Being Human in a Hyperconnected Era, nel tentativo "di reinterpretare gli esseri umani come organismi informativi che vivono e interagiscono con altri agenti informativi nell'Infosfera".

## Diffusione e uso commerciale
In Italia, la parola è diventata popolare dopo l’evento OnLife - Il futuro visto da vicino  del 14 ottobre 2019, organizzato dal quotidiano La Repubblica, a cui hanno partecipato Garry Kasparov, Shoshana Zuboff, Uri Levine, Ada Colau, Alessandro Baricco, Luciano Floridi, Lucy Hawking, Leonard Kleinrock, Daniela L. Rus, Peter Wadhams, Kira Radinsky, Bruce Sterling e Roberto Saviano. È stata usata anche come titolo di una rubrica del magazine D - la Repubblica delle donne dal 2018 al 2020.
Il termine è stato utilizzato commercialmente nella campagna Tiscali Onlife, nel nome della società statunitense Onlife Health e come nome del gioco Happy Onlife creato dall'Unione Europea per aumentare la consapevolezza sull'uso di Internet.